# 王光远 (1962年)
王光远（1962年—），男，汉族，河北武安人，中华人民共和国政治人物，曾任民建中央常委、民建福建省委副主委，福建省审计厅副厅长，第十二届全国人民代表大会福建地区代表。

## 生平
早年毕业于中南财经大学会计学专业。2002年12月，中国民主建国会第八次全国代表大会在北京召开，并选举产生第八届中央委员会，他当选常务委员。2008年，当选第十一届全国政协委员，代表中国民主建国会，分入第八组。2013年，当选第十二届全国人大代表。2018年2月24日，当选第十三届全国人大代表。